# Kuldoskopia

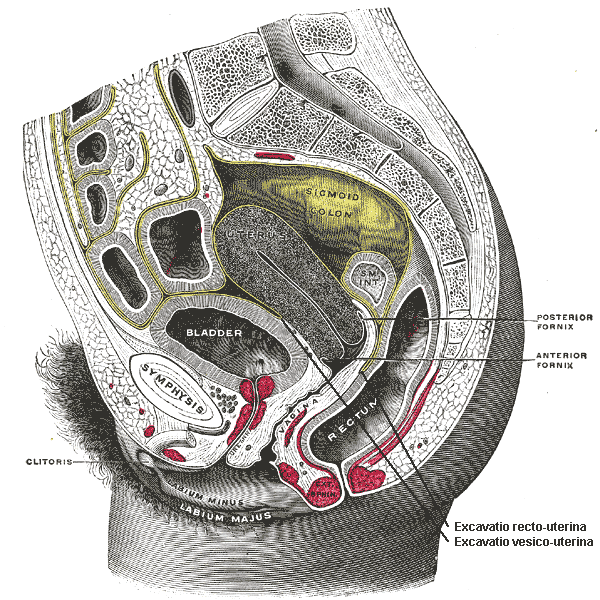
Przekrój przez podbrzusze i miednicę żeńską, z zaznaczonymi zachyłkami dolnej ściany jamy otrzewnowej.

Kuldoskopia (ang. skrót THL od transvaginal hydrolaparoskopy) – jeden z zabiegów wykonywany w diagnostyce. Obecnie głównie wyparty przez badanie ultrasonograficzne, oraz laparoskopię, choć niektórzy autorzy zalecają wykonywanie kuldoskopii, gdy przeciwwskazaniem wykonania laparoskopii jest otyłość pacjentki. 
Kuldoskopia polega na wprowadzeniu endoskopu do jamy otrzewnej przez tylne sklepienie pochwy, konkretnie do zatoki Douglasa. W 2001 roku opisano możliwość wykonania kuldoskopii, oceniając wprowadzanie endoskopu przy pomocy kamery.
Zabieg wykonywany jest głównie przy podejrzeniu krwawienia do jamy otrzewnej, mogącego być wynikiem np. ciąży ektopowej. Ze względu na kierowanie igły w okolicy narządów płciowych kobiety, kuldoskopia jest elementem badania ginekologicznego).
Zaletami metody są minimalizacja dostawania się powietrza do jamy otrzewnej, ograniczona inwazyjność, oraz stosunkowo niewielka ilość wymaganego sprzętu. Często podaje się także mniejsze obciążenie psychiczne pacjenta oraz brak nieestetycznych znaków na skórze po zabiegu.

## Historia
Zabieg kuldoskopii został opracowany przez amerykańskiego chirurga Alberta Deckera w 1942 roku, jako efekt jego prac, prowadzonych jeszcze od lat 20.
W Polsce pierwszą kuldoskopię wykonał prof. Wojciech Gromadzki z Akademii Medycznej w Gdańsku, 4 maja 1961 roku.
W latach 60. zabieg zaczął być wypierany przez laparoskopię, a potem USG. Od lat 80. jest już rzadko stosowany.
Obecnie kuldoskopię stosuje się głównie w państwach angielskojęzycznych, jako asystę przy laparoskopii (badania te dokonuje się niejako jednocześnie – jest to tzw. kuldolaparoskopia), przy wykonywaniu zabiegów chirurgicznych, np. przy miomektomii.